# Arany Julianna
Arany Julianna, a források gyakran Arany Juliska néven említik (Nagyszalonta, 1841. augusztus 9. – Nagyszalonta, 1865. december 28.) Arany János és Ercsey Julianna leánya, Arany László nővére.

## Élete
1863-ban Nagyszalontán férjhez ment Szél Kálmánhoz, a helyi református paphoz. Házasságukból egy leánygyermek született 1865. július 24-én, Szél Piroska. A fiatal édesanya azonban mindössze fél évvel élte túl leánya születését. 1865. december 2-án méhgyulladást kapott, és huszonöt napi gyötrelmes betegség után, december 28-án, hajnali 3 óra 36 perckor tüdőbajban meghalt. (Ez a betegség vitte sírba leányát, Szél Piroskát is 1886 tavaszán 21 éves korában). 1865. december 29-én temették el a nagyszalontai temetőben. Sírján az édesapja által írt sírvers olvasható.

Szeretett leányának váratlan halála mélyen megrendítette Arany Jánost, olyannyira, hogy ennek hatására több mint egy évtizedre a költő is elhallgatott benne. 1868-tól Aranyék nevelték Juliska kislányát, Piroskát.